# 蕭之葆
蕭之葆（1869年—1945年），字养泉，号筱梅。陕西三水人。清朝人物、进士出身。
光绪十五年，中举；光绪二十一年，登进士，同年五月，改翰林院庶吉士。光緒二十四年四月，散館，著以部属用，授刑部主事。光绪三十三年，授制勘司员外郎，迁审录司郎中。宣统三年，任法部律学教官、中宪大夫。1941年，因毛泽东邀请而担任陕甘宁边区参议会参议员。